# One Night in Bangkok
One Night in Bangkok is een pop- en New wavenummer gezongen door de Britse zanger en acteur Murray Head. Het nummer is geschreven voor het conceptalbum van de musical Chess uit 1984, die over een schaaktoernooi gaat. De muziek is geschreven door Benny Andersson en Björn Ulvaeus van ABBA en de tekst door Tim Rice.. Op 29 oktober 1984 werd het nummer eerst in het Verenigd Koninkrijk en Ierland op single uitgebracht. In november volgden het Europese vasteland, Australië en Nieuw-Zeeland. In januari 1985 volgden de VS en Canada en op 21 februari 1985 Japan en Zuid-Afrika.

## Achtergrond
De plaat begint met een klassiek orkestintro met een duidelijk Thaise invloed. Hierna spreekt Murray Head op een cynische manier vanuit het gezichtspunt van een schaakgrootmeester over de geneugten van het nachtleven van Bangkok, met al zijn risico's, bedrog en verlokkingen. Hij vergelijkt dit stadsleven met een schaakpartij. Alleen de stemmen in het refrein worden gezongen door de Zweedse zanger, liedjesschrijver en producer Anders Glenmark (door middel van "multi-track" / meerdere geluidssporen); de rest van de tekst wordt door Murray Head vooral gesproken / gerapt.
De plaat werd een wereldwijde hit en behaalde in o.a. Oceanië, Canada, Duitsland, Zwitserland, Finland, Spanje en Zuid-Afrika de nummer 1-positie. In de VS werd de 3e positie bereikt in de Billboard Hot 100, in Oostenrijk en Frankrijk de 2e, Noorwegen en Zweden de 3e, Ierland de 7e en in het Verenigd Koninkrijk de 12e positie in de UK Singles Chart.
In Nederland was de plaat op donderdag 13 december 1984 TROS Paradeplaat op de befaamde TROS donderdag op Hilversum 3 en werd mede hierdoor een gigantische hit in de destijds drie landelijke hitlijsten op de nationale publieke popzender. De plaat bereikte de 2e positie in de Nederlandse Top 40 en zelfs de nummer 1-positie in de Nationale Hitparade en de TROS Top 50. Ook in de Europese hitlijst op Hilversum 3, de TROS Europarade, werd de nummer 1-positie behaald.
In België behaalde de plaat de nummer 1-positie in zowel de voorloper van de Vlaamse Ultratop 50 als de Vlaamse Radio 2 Top 30. In Wallonië werd géén notering behaald.
In de sinds december 1999 jaarlijks uitgezonden NPO Radio 2 Top 2000 van de Nederlandse publieke radiozender NPO Radio 2 stond de plaat van 1999 t/m 2006 en in 2008 en 2009 in de lijst genoteerd, met als hoogste notering tot nu toe een 1047e positie in 1999.

## Covers & remixes
Al in 1984 werd een cover van deze plaat gemaakt door de damesgroep Robey. In 1998 bracht de Noorse zanger Jan Werner Danielsen een cover van de plaat uit. In 2003 kwamen de A*Teens met een cover. In 2005 bracht de Duitse dancegroep Vinylshakerz een remix van de plaat uit.
In de film The Hangover Part II uit 2011 wordt het nummer gezongen door Mike Tyson.

## NPO Radio 2 Top 2000
| Nummer met noteringen in de NPO Radio 2 Top 2000 | '99  | '00  | '01  | '02  | '03  | '04  | '05  | '06  | '07 | '08  | '09  |
| ------------------------------------------------ | ---- | ---- | ---- | ---- | ---- | ---- | ---- | ---- | --- | ---- | ---- |
| One Night in Bangkok                             | 1047 | 1347 | 1872 | 1190 | 1521 | 1625 | 1968 | 1591 | -   | 1847 | 1839 |

1. ↑  Een '-' betekent dat het nummer niet was genoteerd en een vetgedrukt getal geeft de hoogste notering aan.
2. ↑  Deze tabel is bijgewerkt tot en met de laatste editie (2024).